# Бушірібана і Балаші

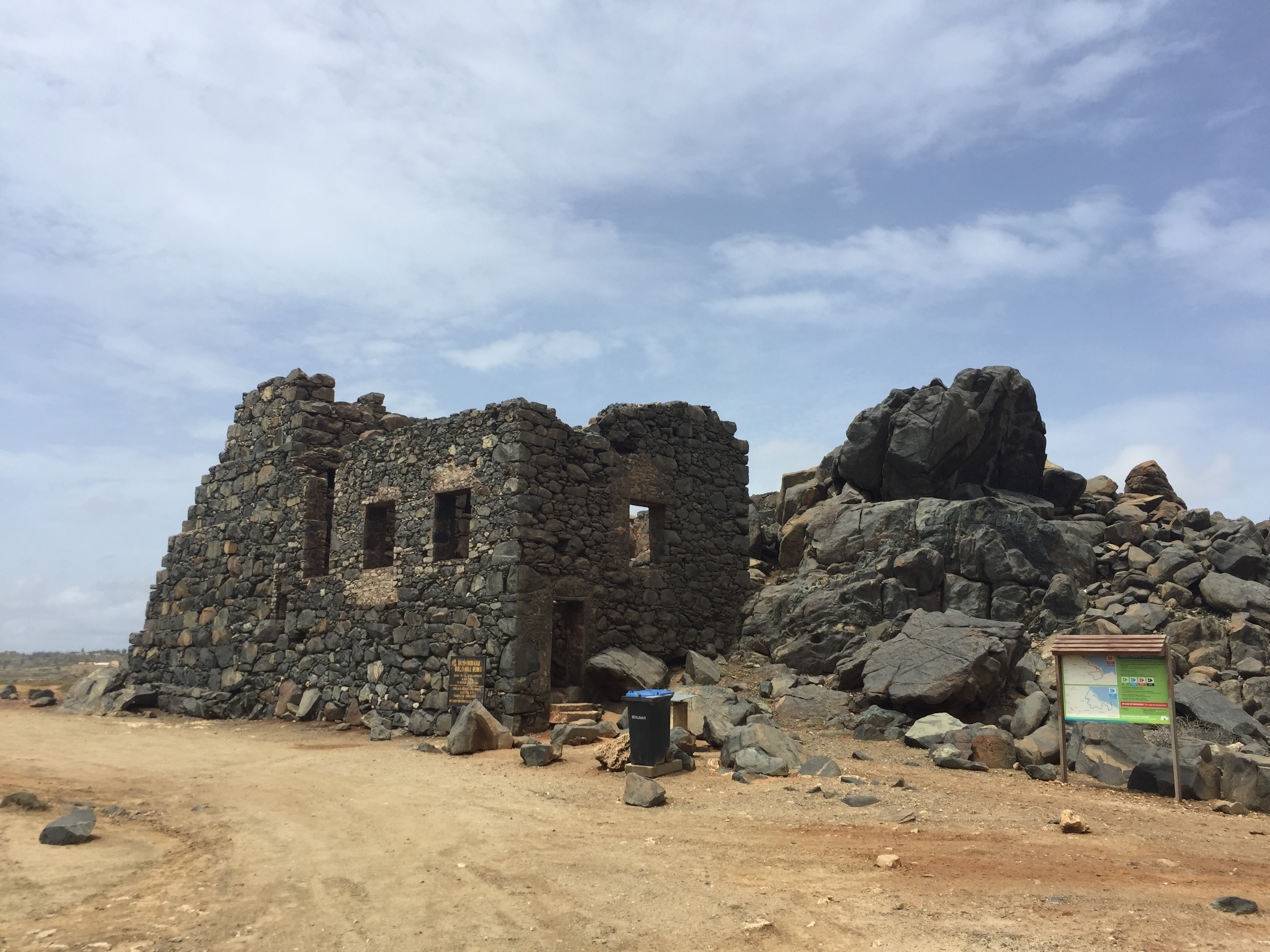
Золотий рудник Бушірібана

Бушірібана і Балаші — місця двох колишніх золотоплавильних заводів на карибському острові Аруба.

## Бушірібана
Компанія Aruba Island Gold Mining Company побудувала завод Бушірібана 1825 року для видобутку золота з руди, яку видобували на прилеглих пагорбах Серу Плат; він діяв протягом десяти років. Сьогодні його залишки є місцем зупинки для туристів, які бажають оглянути Арубський природний міст, який завалився 2 вересня 2005 року.

## Балаші

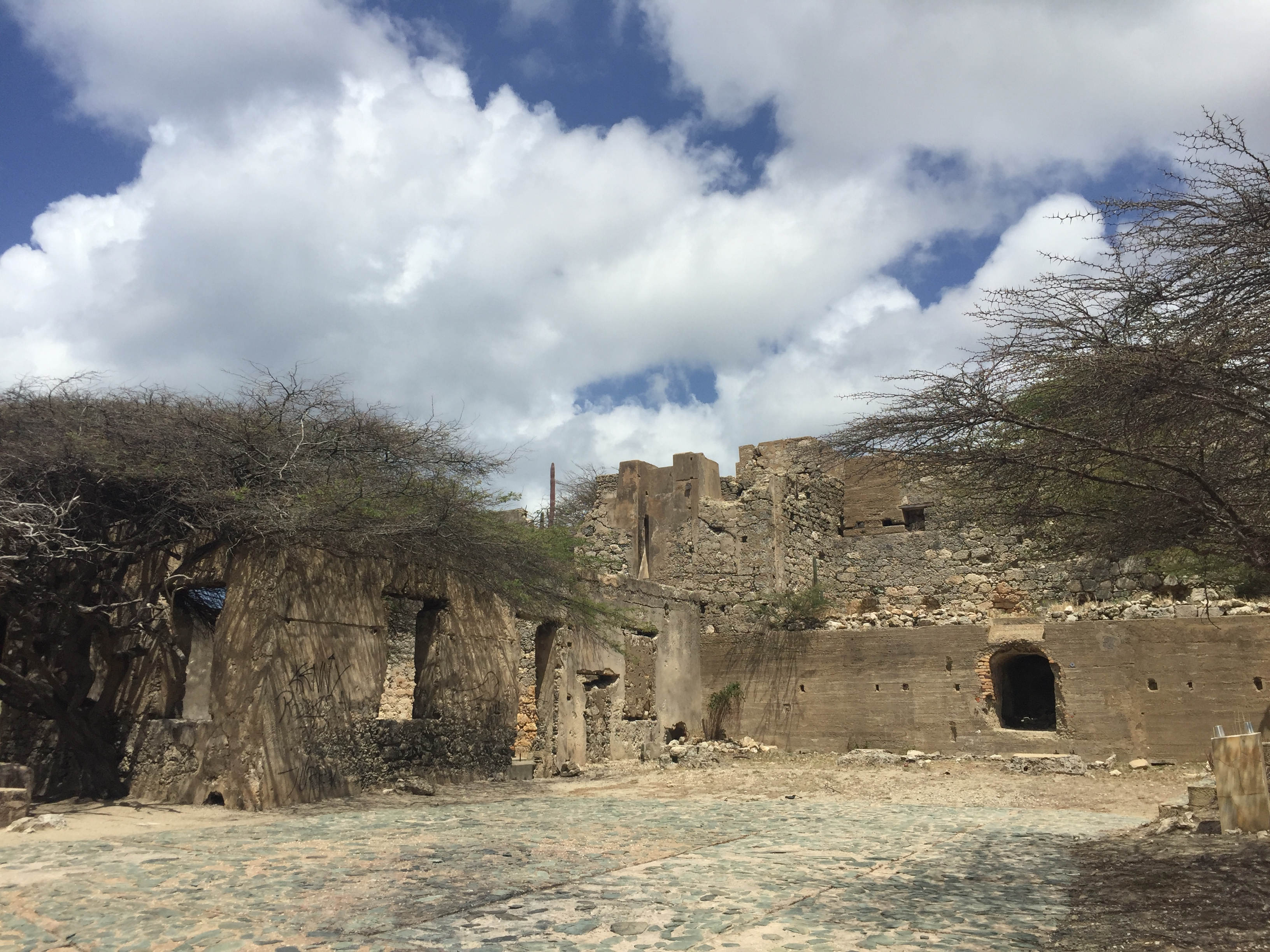
Золотий рудник Балаші

1899 року Aruba Gold Concessions Company побудувала золотоплавильний завод у Балаші, на південному кінці Французького перевалу. 1916 року під час Першої світової війни він закрився через брак сировини та запчастин, оскільки більшість із них надходила з Німеччини.
1933 року в Балаші побудовано завод з опріснення морської води.